# カプリコルヌス
カプリコルヌス (Capricornus) は、ローマ神話の登場人物。名はラテン語で山羊 (caper) と角 (cornu) の合成語で、「角のある山羊」、つまり雄山羊を意味する。やぎ座に描かれているとされる。
ユーピテルとティターン神族との戦いでユーピテルに味方した。
ギリシア神話でやぎ座に描かれているとされるアイギパーンとしばしば混同される。アイギパーンがやぎ座に描かれる由来とされる神話についてはやぎ座#ギリシア神話を参照。
また、メソポタミア神話に登場する神エンキを表す象徴である、山羊と魚が後に統合され、カプリコルヌスとなったとの向きもある（エンキ参照）。